# Vojnarka (divadelní hra)
Vojnarka je realistická divadelní hra o čtyřech dějstvích Aloise Jiráska z roku 1890. Příběh vypráví o selce Madleně Vojnarové, která se vzepře tvrdým venkovským zvykům a usiluje o naplnění vlastního života. Její děj se odehrává na českém venkově někdy v 2. polovině 19. století.

## Děj
Hlavní postavou hry je dívka a později mladá žena Madlenka Vojnarová, která byla v mládí velice chudá a měla ráda chlapce Toníka. O Madlenku měl ale zájem bohatý sedlák Tomek. Její milý Toník byl donucen odejít sloužit vojenskou službu. Madlenka si nakonec bohatého sedláka Vojnara vzala a měla s ním i dítě, Vojnar však záhy zemřel a ona tak velice brzy ovdověla.
Toník se po mnoha letech vrátil zpět domů z vojenské služby, kde se ale z něj ve válce stal mrzák, válečný invalida. Poté, co zjistil, že jeho bývalá milá Madlenka je vdova, se s ní začal opět scházet.
Zpočátku jí Toník vyčítal, že to ona jej zmrzačila, což posléze přestal dělat a oba se vzájemně zasnoubili.
Nicméně jeho duše byla tolik poznamenána prožitým válečným utrpením, že již nebyl velké lásky schopen. Svůj cit zaměňoval za Madlenčiny peníze, které utrácel v hospodě za alkohol a karty. Zpočátku Madlenka jeho dluhy platila, nicméně ve chvíli, kdy měl Toník pohlídat dítě, opět selhal a odešel zase do hospody, což způsobilo, že plánovaný sňatek Madla po hádce s ním zrušila. Když se o tom Toník dozvěděl, odešel opět do hospody, kde se strašlivě opil a nakonec se sám zastřelil (spáchal sebevraždu).

## Zajímavosti
- Ve hře Vojnarka Jirásek volně zpracoval tragický milostný příběh selky Benešové ze vsi Trstěnice u Litomyšle.[1]
- Tento první dramatický pokus Aloise Jiráska byl uveden na scénu Národního divadla dne 23. dubna 1890. V témže roce byla Vojnarka publikována v časopise Lumír (ročník 18, čísla 13–16). Knižně byla hra vydána v roce 1891 nakladatelstvím Jan Otto.

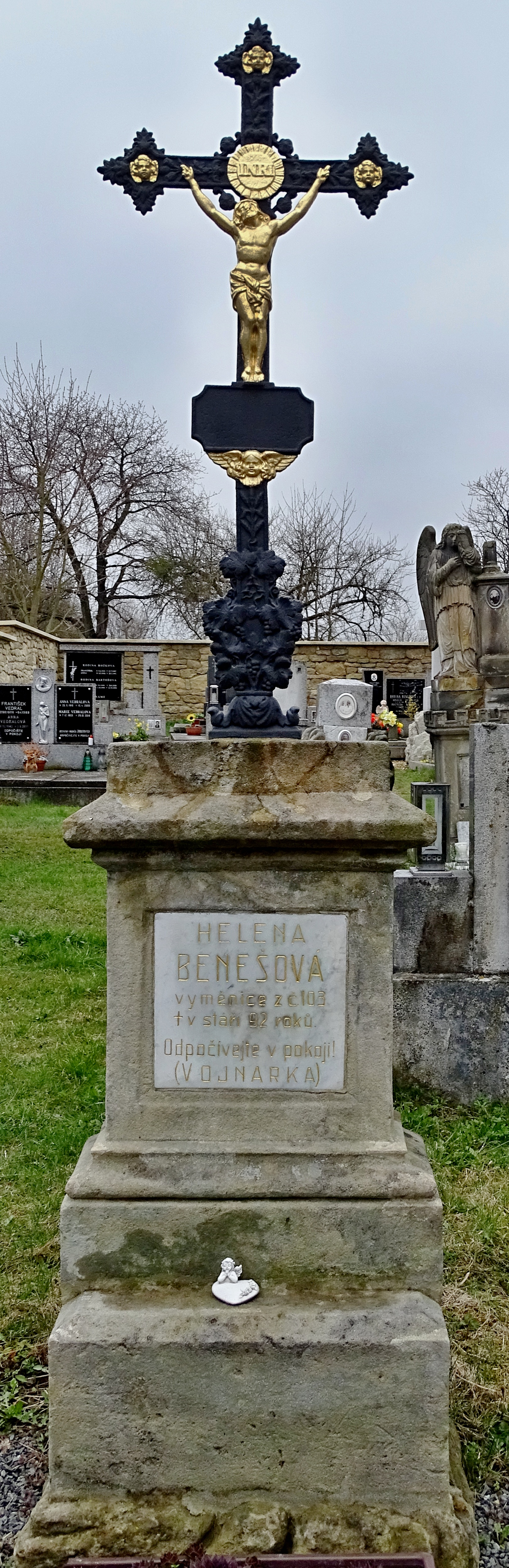
Hrob Heleny Benešové v Trstenicích "Vojnarky"

- Hrob Heleny Benešové v Trstenicích "Vojnarky"Cizojazyčné překlady: maďarsky (1958), německy (1958), slovensky (1922, 1955, 1966).[2]

## Filmové adaptace
- Vojnarka (film, 1936) – československý historický film režiséra Vladimíra Borského z roku 1936
- Vojnarka (film, 1953) – československý televizní film režiséra Antonína Dvořáka z roku 1953
- Vojnarka (film, 1968) – československý televizní film režiséra Jaroslava Novotného z roku 1968.

## Operní adaptace
- Vojnarka – opera o čtyřech dějstvích, zkomponoval Jiří František Novák, libreto Milan Macků (1957).